# Shoshonito

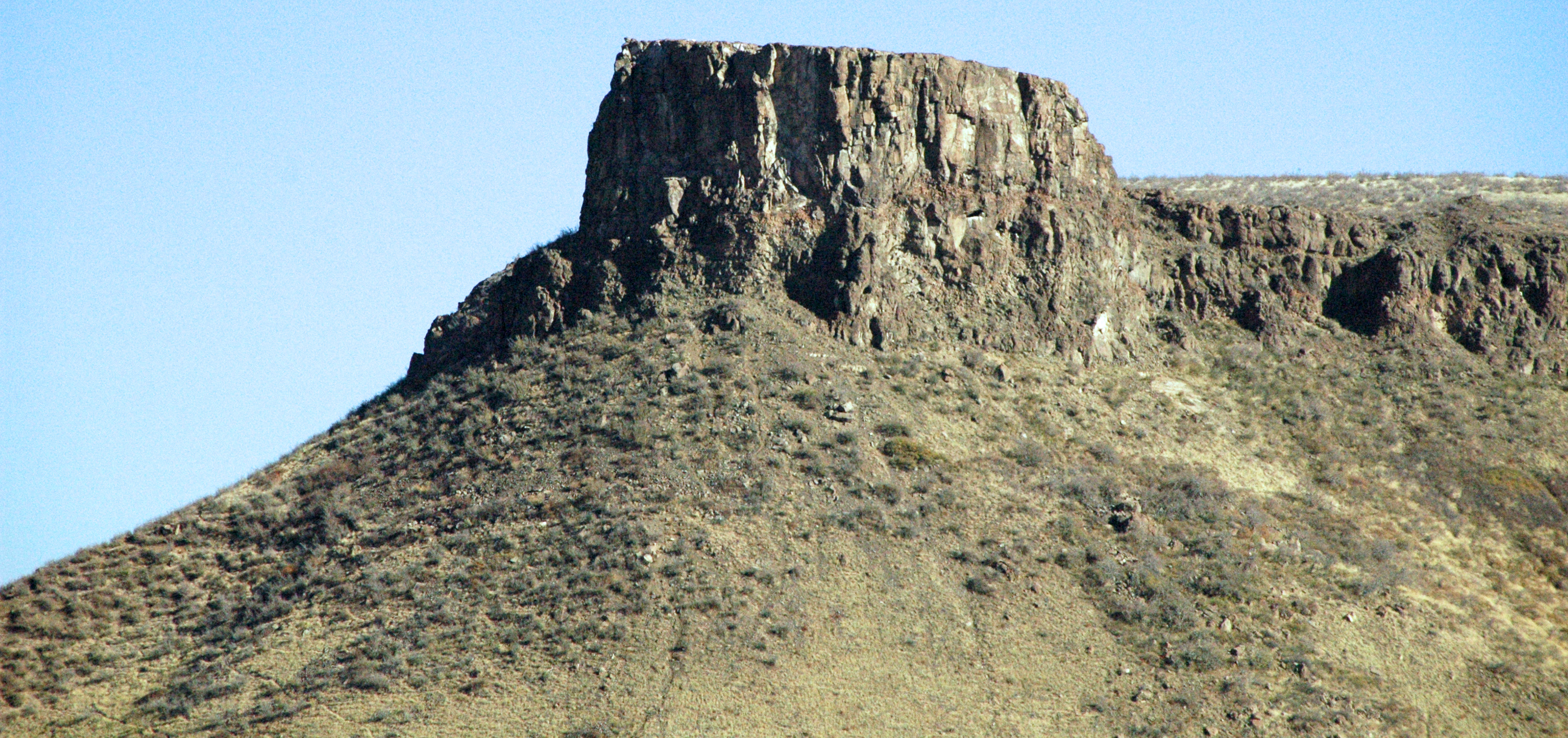
Fluxos de lava shoshonítica em South Table Mountain, Colorado.

Shoshonito (ou shoshonite) é um tipo de traquiandesito muito enriquecido em potássio, uma rocha ígnea composta por olivina, augite e fenocristais de plagioclase numa matriz com plagioclase cálcica e sanidina e algum vidro vulcânico de cor escura.

## Descrição
Sob a designação de shoshonito, ou série shoshonítica, agrupam-se rochas ígneas do tipo efusivo, cuja composição varia de basáltica a andesítica (e riolítica, segundo alguns autores) contendo concentrações muito elevadas de potássio. O aspeto destas rochas é muito semelhante ao dos basaltos e andesitos normais, com os quais estão frequentemente em contacto, mas as suas particularidades mineralógicas e geoquímicas fazem com que sejam atribuídas a um ambiente geodinâmico de origem diferente.
A estrutura é maciça ou vesicular, isotrópica ou com orientação preferencial dos cristais por fluxo, com textura petrográfica porfirítica hipocristalina, mais raramente afírica. Geralmente contêm fenocristais de piroxenas com algumas plagioclases e olivina numa massa de solo parcialmente vítrea com os mesmos minerais a que acresce feldspato alcalino (ortoclase ou sanidina). A cor é escura, cinzenta, por vezes cinzento-esverdeada devido à alteração da olivina para serpentina.
O shoshonito dá o seu nome à série shoshonito e evolui para absarokito com a perda de fenocristais de plagioclase e para banakito com um aumento do teor em sanidina.
O shoshonito foi baptizada em 1895 pelo geólogo e petrologista norte-americano Joseph P. Iddings tendo como base etimológica o rio Shoshone, no Wyoming, em cuja bacia recolheu a amostra que serviu de litotipo à classificação.
As características texturais e mineralógicas das rochas ricas em potássio da série absarokite-shoshonite-banakite sugerem fortemente que a maioria dos grandes cristais e agregados não são verdadeiros fenocristais como se pensava anteriormente, mas xenocristais e microxenólitos, sugerindo uma origem híbrida envolvendo a assimilação de gabro por magma sienítico de alta temperatura.

### Características químicas e minerológicas
As rochas da série shoshonite são geralmente ligeiramente sobre-saturadas a sub-saturadas em sílica (como indicado pela presença de olivina), e têm as seguintes características químicas:
- Quase saturadas em sílica;
- Baixo enriquecimento em ferro;
- Álcalis totais elevados (Na2O + K2O > 5%);
- Alto teor em K2O/Na2O;
- Declive positivo acentuado para K2O versus SiO2 a baixo SiO2;
- Enriquecimento em P, Rb, Sr, Ba, Pb, elementos de terras raras leves;
- Baixo teor em TiO2;
- Teor elevado mas variável em Al2O3;
- A presença de hiperstenas e de olivina normativa;
- Alta relação Fe2O3/FeO;
- Elevado teor de LILE (elementos litófilos de grandes iões);
- Teor elevado mas variável de Al2O3;
- Anomalias negativas na concentração de nióbio (Nb), tântalo (Ta) e titânio (Ti).

A caracterização minerológica resultante dos elementos peculiares da série são:
- A coexistência de plagioclases e sanidina na matriz;
- A presença de bordos do K-feldspato em torno dos fenocristais de plagioclase;
- A composição das plagioclases (An50−85 Ab40−15 Or10−0);
- A ausência de enriquecimento em Fe nas clinopiroxenas.

### Descrição da série do shoshonito
A discriminação dos litotipos na série shoshonítica só é feito quimicamente, através do diagrama SiO2 em oposição a K2O  (fig. 1). Passando da composição basáltica (absarokite) para a composição andesítico-basáltica (shoshonite) e andesítica (banakite), o teor mínimo de K2O aumenta (da cerca de 1,7 % até 4% em peso) e a quantidade de augite e olivina diminui significativamente. Para alguns autores, a série shoshonítica inclui também rochas siálicas como o dacito rico em potássio e os riolitos.
Série shoshonítica (composição)
- Fig. 1. Diagrama K2O % em peso - SiO2 % em peso, distinguindo os diversos tipos de rochas shoshoníticas (sombreado). Adaptado de Best M.G. (2003).
- Fig. 2. Posição da shoshonite s.s. no diagrama TAS.

As descrições apresentadas são as propostas pela IUGS. As tipologias identificadas são as seguintes:
- Absarokito — originalmente considerada uma variedade de traquiandesito, é atualmente definida de acordo com o diagrama da Fig. 1. Com textura geralmente porfirítica, contém normalmente fenocristais de olivina e augite numa massa de fundo constituída por plagioclase cálcica, feldspato alcalino e por vezes leucite.
- Shoshonito — originalmente descrito como um basalto com ortoclase, foi mais tarde identificado com basaltos potássicos e rochas vulcânicas intermédias. Atualmente, é classificado no diagrama TAS (fig. 2) como um traquiandesito basáltico rico em potássio. Contém fenocristais de olivina e augite numa massa de fundo de labradorite com bordos de ortoclase, olivina, augite ± leucite.
- Banakito — rocha de composição traquiandesítica ou andesítica, definida com base no diagrama da Fig. 1, com fenocristais de augite e por vezes de olivina numa massa com sanidina a envolver plagioclase andesínica-labradorítica, augite, biotite, analcima e minerais opacos. Semelhante ao absarokito, mas com menos olivina e augita.

## Configurações tectónicas e exemplos
As rochas shoshoníticas tendem a estar associadas a arcos insulares calco-alcalinos das zonas de subducção, mas os shoshonitos ricos em K são geralmente mais jovens e encontram-se sobre as partes mais profundas e íngremes da zona de Benioff.
As rochas vulcânicas da série absarokite-shoshonite-banakite descrita no Parque de Yellowstone por Iddings e a série semelhante ciminite-toscanite descrita na Itália ocidental por Washington estão associadas a rochas com leucite, traquitos ricos em potássio e rochas andesíticas. Associações semelhantes são descritas em várias outras regiões, incluindo a Indonésia e o Rifte da África Oriental.
Nas ilhas do Arco Eólico, no sul do Mar Tirreno (entre as placas tectónicas euro-asiática e africana), o vulcanismo mudou de calco-alcalino para calco-alcalino de alto potássio (alto-K) para shoshonítico no último milhão de anos, possivelmente devido ao progressivo declive da zona de Benioff, que tem uma inclinação de 50-60°. Um exemplo de lava shoshonítica nesta região é o escudo lávico de Capo Secco, perto de Vulcano. O vulcanismo tardio do Cretáceo de Puerto Rico é interpretado como tendo ocorrido num contexto tectónico semelhante.
Em alguns locais, o magmatismo shoshonítico e calco-alcalino de alto potássio está associado a mineralizações hidrotermais de ouro e cobre-ouro de classe mundial. Os exemplos incluem:
- Mina de ouro Ladolam, ilha Lihir, Papua Nova Guiné;
- Mina de cobre-ouro de Bingham, Utah;
- Mina de cobre-ouro de Grasberg, Indonésia;
- Mina de cobre-ouro de Oyu Tolgoi, Mongólia.